# Thập niên 1690
Thập niên 1690 là thập niên diễn ra từ năm 1690 đến 1699.